# 西永嶺花
西永 嶺花（にしなが りょうか、1992年3月3日 - ）は、広島県出身のモデル、アイドル、タレントである。V.I.P MODEL Agencyに所属していた。

## 人物
ゆまち&愛奈がプロデュースしたギャルユニット「Shibuya GAL's」の一期生で、JKegg読者モデルの坂井樹乃（じゅっち）、江崎奈々帆（ななぽよ）とのユニット「GAL♥DOLL（ギャルドル）」（2011年2月 - ）の元リーダー。自己紹介のフレーズは「ピンクのほわほわ担当、今日もたすたすパワーをお届けします!」で「たすたす語」という独自の言葉を操る。「GALmixi（ギャルミク）」のメンバーでもある。特技は水泳。趣味は音楽鑑賞、ネット、アイドル研究、特にハロープロジェクト関連に詳しい。
ファッション誌･Nickyの「第1回Nickygirl総選挙」（2011年10 - 12月）を勝ち抜き「Nickygirl」（専属モデル）となる。「Campus Summit 2012 meets mixi 〜みんなマイミク祭♪〜」（2012年8月3日）の応援サポーターと審査員を務めた。「TOKYO IDOL FESTIVAL 2012」（2012年8月4 - 5日）にGAL♥DOLLとして参加している。
2013年2月2日、所属事務所のデルタパートナーズより公式に2012年12月9日以降失踪中で、現在でも行方不明である事が発表された。2月4日、自身のツイッターに謝罪の書き込みがあり、その後GAL♥DOLLスタッフと連絡が取れ、報告として映像が公開されたが、失踪前の映像のみで今後の動向については依然不明とされている。

## 出演

### TV
- めざましテレビ（フジテレビ、2010年8月11日・2011年2月15日）
- めざにゅ〜（フジテレビ、2010年8月13日）
- つんつべ♂（TOKYO MX、2012年2月11日・3月23日）
- ギルガメッシュLIGHT（BSジャパン、2012年8月3日 - 12月21日） - G9（仮）2期生[9]

### PV
- セーラー服とルーズソックス♪ 〜100万回アイシテル〜 / ゆまち＆愛奈[10]
- みんなマイミク feat. DJみかん(7) / ゆまち＆愛奈[11]

### 広告
- JamCityファッションショー

### 雑誌
- Nicky（竹書房／セブン&アイ出版、専属モデル）
- men's egg youth（大洋図書、2010年11月）
- egg（大洋図書）

## ディスコグラフィ

### 配信
GAL♥DOLL
- セトルリン♪ 75ver（2011年3月）[12]
- セーラー服とルーズソックス♪ 〜100万回アイシテル〜（2011年6月15日）
- LOVE & JOY（2011年7月20日） - Campus Summit 2011イメージソング
- ぱ・パ・PA☆PARTY♪ 〜ベントラ☆ベントラ〜（2011年12月7日）

ソロ
- 白い恋人 〜White Lover〜 西永嶺花&小倉香奈 ver.（2011年4月27日）

### CD
- Loco☆Girl〜アゲぽよ♪サマー〜（DPCD-003、2011年7月20日、DELTA PARTNERS INC） - Campus Summit 2011イメージソング[13][14]

c/w 元気者で行こう! -RAYTO EURO BEAT MIX-
- みんなマイミク♪feat.DJみかん(7)（DPCD-006、2012年8月1日、DELTA PARTNERS INC） - mixiページ、Campus Summit 2012 meets mixi 〜みんなマイミク祭♪〜、GALmixi（ギャルミク）のテーマソング

c/w 130% chance !!

### DVD
- GAL♥DOLL FIRST GIGS（2012年7月7日）
- GAL♥DOLL TIF2012 GAL♥DOLLからの贈り物[3][4][5]（2012年8月4日･5日 TIF来場者頒布）